# Emil Nikolaus von Reznicek
Emil Nikolaus Joseph, Freiherr von Reznicek (* 4. Mai 1860 in Wien, Kaisertum Österreich; † 2. August 1945 in Berlin) war ein österreichisch-deutscher Dirigent, Hofkapellmeister, Hochschullehrer und Komponist.

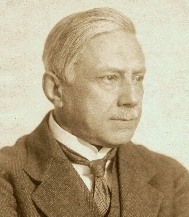

## Familie
Emil Nikolaus von Reznicek entstammte einer böhmischen Familie aus dem Berauner Kreis. Sein Großvater war der Militärkapellmeister und Komponist Josef Resnitschek (1788–1848). Sein Vater war der k.u.k. Feldmarschallleutnant Josef Reznicek (1812–1887), der am 4. Januar 1853 in Wien in den österreichischen Ritterstand und am 2. Januar 1860 mit Diplom vom 1. Februar 1860 in Wien in den österreichischen Freiherrnstand erhoben worden war. Seine Mutter, Clarisse Fürstin Ghica-Budesti (1837–1864), entstammte dem rumänischen Hochadel. Emil Nikolaus von Reznicek war ein Halbbruder des Malers Ferdinand von Rezniček (1868–1909) und Vater der Journalistin, Schriftstellerin und deutschen Widerstandskämpferin Felicitas von Reznicek (1904–1997) sowie Adoptivvater des Sportjournalisten Burghard von Reznicek (1896–1971), Sohn seiner Ehefrau Bertha aus deren erster Ehe.

## Leben

### Wien

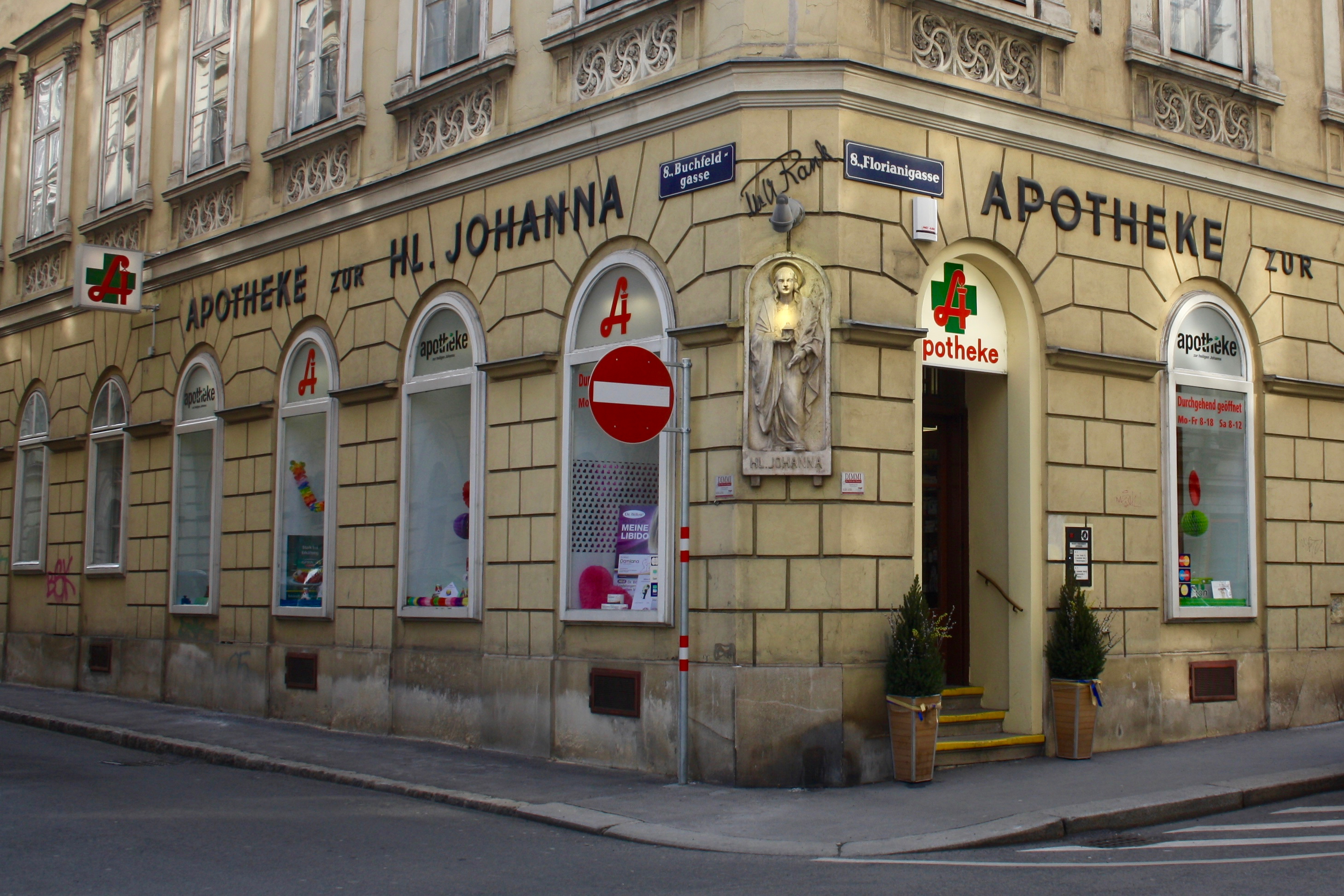
Standort des Geburtshauses von Reznicek in der Wiener Josefstadt, Buchfeldgasse 19, Ecke Florianigasse

Reznicek wuchs in materiell sorglosen Umständen auf. Gleichwohl erlebte er laut eigener Erinnerung eine schwierige Jugend, als er nach dem frühen Tod seiner Mutter mit der Stiefmutter nicht zurechtkam. Zeitweise wurde er in Internate abgeschoben. In dieser Situation fand er früh zur Musik, die ihm eine existentielle Notwendigkeit wurde. Ab dem elften Lebensjahr erhielt er Klavierunterricht, der sich an den Wiener Klassikern orientierte. 1873 machte ihn sein Onkel Eugen Ghika mit der Musik Richard Wagners vertraut. Johannes Brahms wurde auf ihn aufmerksam und lud ihn ein, nach dem Stimmbruch dem Singverein beizutreten. Dazu kam es nicht, da die Familie 1874 nach Graz übersiedelte. 

### Graz
In Graz erhielt von Reznicek ersten Tonsatzunterricht durch Wilhelm Treiber. In dieser Zeit entstanden die ersten Kompositionen. Seine Matura machte Reznicek 1878 in Marburg an der Drau. Nachdem er für militäruntauglich gemustert worden war, schlug der Vater eine Karriere im Diplomatischen Dienst vor. Reznicek studierte darum ab 1878 Jura an der Universität Graz. Zugleich erhielt er eine musikalische Ausbildung (1878–1881) in Graz bei Wilhelm Mayer (W. A. Rémy), der auch der Lehrer von Wilhelm Kienzl, Felix Weingartner, Ferruccio Busoni und Richard Heuberger war.

### Leipzig und weitere Stationen
Nachdem er, womöglich absichtlich, durch die erste Juraprüfung gefallen war, gab der Vater seinen Widerstand auf und erlaubte die Komponistenlaufbahn. Gemäß Mayers Rat beendete er sein Studium (1881/82) am Leipziger Konservatorium unter Carl Reinecke und Salomon Jadassohn. In der Saison 1883/84 war er Hospitant am Theater Graz bei Alfred Skraup. Damals heiratete er seine erste Ehefrau Milka von Thurn-Valsassina (1864–1897). Danach war er Theaterkapellmeister in Zürich, Stettin, Jena, Bochum und Berlin (1884/1886). Durch sein Engagement am Sommertheater in Stettin verlor er einen großen Teil seines mütterlichen Erbes: fortan war er darauf angewiesen, aus eigenen Einkünften zu leben. In Mainz war er 1886/87 sehr erfolgreicher zweiter Kapellmeister neben Ernst Steinbach. Die Jahre 1887 bis 1895 lebte er in Prag, zunächst als Komponist für das Deutsche Theater unter Angelo Neumann, danach als Militärkapellmeister des Infanterieregiments Nr. 88. In dieser Stellung wurde er nach einem Duell entlassen. Während er auf neue Zivilkleider wartete, schrieb er (1892/1893) die Oper Donna Diana, deren Uraufführung in Prag 1894 zu seinem entscheidenden Durchbruch als Komponist führte.

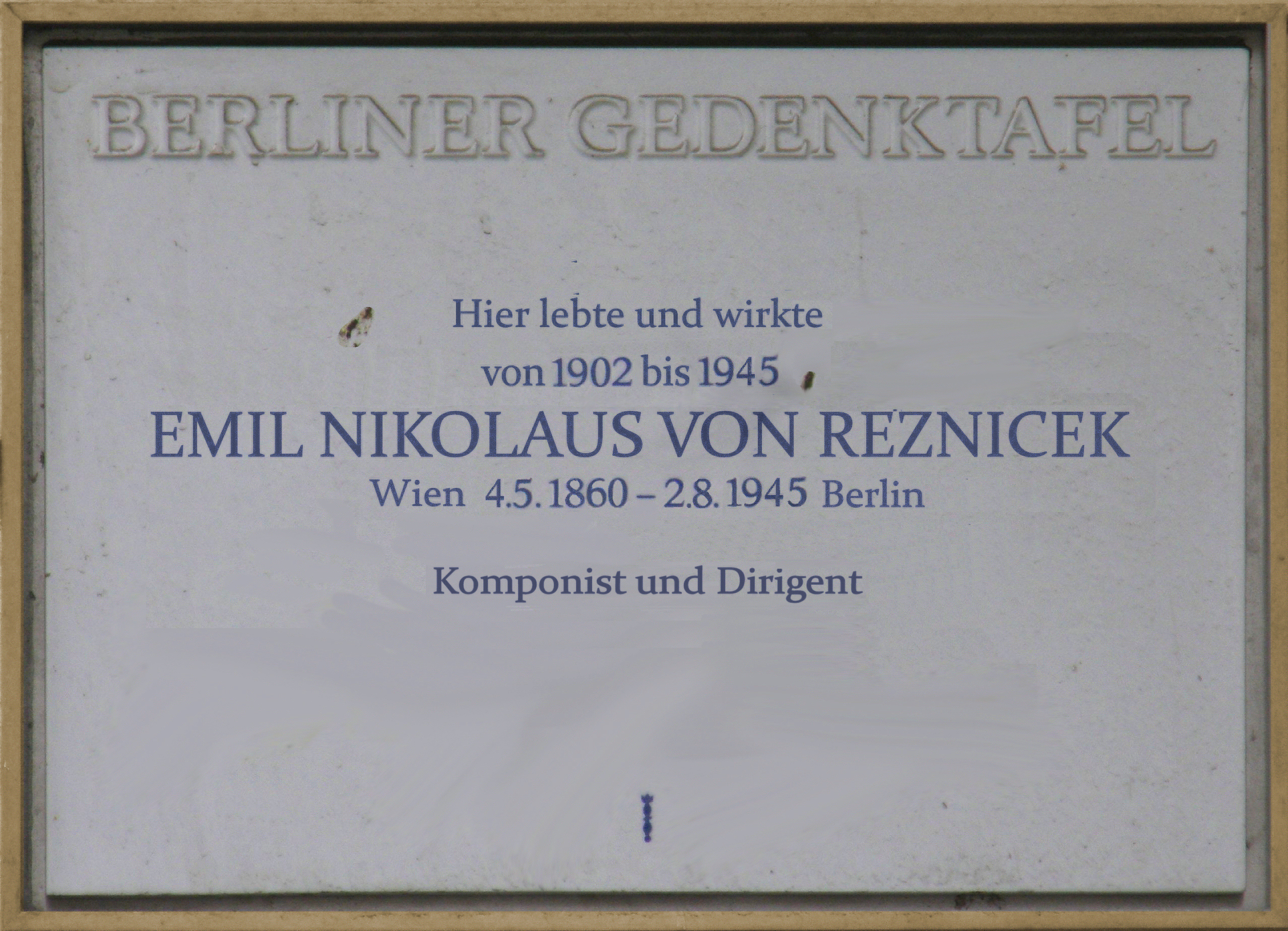
Berliner Gedenktafel am Haus Knesebeckstraße 32, in Berlin-Charlottenburg

Nachdem er sich 1895 zunächst in Weimar als Kapellmeister um die Nachfolge Eduard Lassens bemüht hatte, verbrachte er ein Jahr als Privatier in Leipzig.

### Mannheim
Von 1896 bis 1899 war er Hofkapellmeister am Theater in Mannheim. Das Angebot, als Chefdirigent der Metropolitan Opera und des Symphonieorchesters nach New York City zu gehen, lehnte er ab. Im Sommer 1897 wurde er Witwer; lernte aber relativ schnell seine zweite Ehefrau Berta Juillerat-Chasseur (1874–1939) kennen, deren Vater damals Herausgeber des Mannheimer Morgens war. Der Umstand, dass Berta mütterlicherseits jüdischer Abstammung war, sollte die Familie nach 1933 in große Bedrängnis bringen.
Als Reznicek seine künftige Frau Berta kennenlernte, lebte diese zwar schon von ihrem ersten Ehemann, dem Kunstmaler Edgar Meyer getrennt, war aber noch nicht geschieden. Dass das junge Paar dennoch offen zusammenlebte, war für jene Zeit ein Skandal, zumal als 1898 der gemeinsame Sohn Emil-Ludwig (1898–1940) unehelich zur Welt kam. Reznicek wurde danach aus seiner Mannheimer Stellung weggemobbt.

### Wiesbaden
1899 konnte er Berta heiraten und das Paar zog nach Wiesbaden (1899–1902). Im Kaiserreich sollte Reznicek nie wieder eine seinen Fähigkeiten angemessene öffentliche Anstellung erhalten. Seine Mannheimer Erlebnisse indes verarbeitete er in seiner Volksoper Till Eulenspiegel, die Felix Mottl 1902 in Karlsruhe zur Uraufführung brachte und die eine Abrechnung mit der (spieß-)bürgerlichen Gesellschaft der Wilhelminischen Zeit ist.

### Berlin
Als sich 1903 eine Aufführung des Werkes an der Königlichen Oper in Berlin abzeichnete, übersiedelte die Familie in das damals noch selbständige Charlottenburg bei Berlin, wo Reznicek bis zu seinem Tode 1945 leben sollte. 1904 nahm er die deutsche Staatsbürgerschaft an, hauptsächlich um seinem ältesten Sohn Eugen zu ermöglichen, als Seekadett in die deutsche Marine einzutreten.
Trotz anfänglicher Erfolge mit Till Eulenspiegel und der von Felix Weingartner uraufgeführten Tragischen Sinfonie hatte Reznicek zunächst Schwierigkeiten, sich in Berlin als Komponist durchzusetzen. Dies nicht zuletzt auch deshalb, weil er bewusst darauf verzichtete, seine adelige Herkunft zu nutzen und sich mit der Vertonung von Liedtexten aus der Sammlung der Lieder aus dem Rinnstein sogar bewusst linksliberal positionierte. In der ersten Zeit unterrichtete er Komposition am Klindworth-Scharwenka-Konservatorium; zudem veranstaltete er (damals eine Novität) Kammermusikkonzerte, bei denen er vorklassische Musik mit (damals) moderner Musik für Streichorchester zur Aufführung brachte. In den Jahren 1906–1908 wirkte er als erster Gastdirigent an der Nationalphilharmonie und an der Oper Warschau. Daran schloss sich von 1909 bis 1911 die Zeit als Erster Kapellmeister an der Komischen Oper des Hans Gregor an der Weidendammer Brücke in Berlin (nicht zu verwechseln mit der heutigen Komischen Oper in der Behrenstraße) an. Diese Tätigkeit endete, als Hans Gregor 1911 zum Intendanten der Wiener Hofoper berufen wurde. Etwa zur gleichen Zeit musste sich Rezniceks zweite Ehefrau einer gefährlichen Operation unterziehen und schwebte mehrere Monate in Lebensgefahr. Reznicek verarbeitete dieses Erlebnis in seiner Sinfonischen Dichtung Der Schlemihl, mit der seine zweite Schaffensphase, die bis 1935 andauerte, begann. Maßgeblichen Anteil an dieser Entwicklung hatte auch Hans Conrad Bodmer, der in dieser Zeit erst Rezniceks Schüler, dann dessen Freund und schließlich dessen Mäzen wurde, der Reznicek ein freies Schaffen ohne Kapellmeisterpflichten ermöglichte. Bei Kriegsausbruch 1914 ließ Reznicek sich nicht von dem allgemeinen Hurra-Patriotismus anstecken, sondern komponierte mit In memoriam eine Art überkonfessionelles Requiem für die Gefallenen. 1915/1916 schließlich schuf er sein Hauptwerk mit der Oper Ritter Blaubart nach dem gleichnamigen Skandalstück von Herbert Eulenberg. Reznicek folgt darin einer expressionistischen Dramaturgie, in der sich einerseits seine Erfahrungen mit dem Regietheater Hans Gregors niederschlägt, andererseits ergreift er Partei für die Figur des Blaubart, den er ganz modern als Triebtäter und damit Opfer und Täter zugleich zeichnet. Die Uraufführung wurde durch die Kriegszensur verboten und konnte erst 1920 nachgeholt werden. Mit der Premiere des Blaubart in Darmstadt wandelte sich dann allerdings auch die öffentliche Wahrnehmung Rezniceks: aus dem Donna Diana-Komponisten wurde der Blaubart-Komponist, der neben Richard Strauss und Hans Pfitzner als bedeutendster deutscher Komponist der 1860er Generation gehandelt wurde. Dem folgte auch die öffentliche Anerkennung: Bereits 1920 wurde er Mitglied, später Senator der Preußischen Akademie der Künste. Das Angebot, Direktor der Hochschule der Künste in Berlin zu werden, lehnte er zwar ab (und machte so den Weg frei für Franz Schreker), übernahm aber von 1920 bis 1926 dort eine Honorarprofessur für Instrumentation. Schon seit 1917 war er Mitglied im Vorstand des Allgemeinen Deutschen Musikvereins und als Mitglied des Werkprüfungsausschusses an der Programmierung der jährlichen Tonkünstlerfeste maßgeblich beteiligt. Auch sonstige öffentliche Auszeichnungen wurden ihm nun zuteil; seine Uraufführungen in der überregionalen Presse regelmäßig besprochen. Einen überragenden Publikumserfolg erzielte er noch einmal 1930 mit dem Einakter Spiel oder Ernst, der als beste Kurzoper seit Eugen d’Alberts Die Abreise galt und de facto an allen deutschen Bühnen gespielt wurde.
Die Machtergreifung der Nationalsozialisten im Jahr 1933 bedeutete einen tiefen Einschnitt in das Leben der Familie, insofern nunmehr die jüdische Abstammung seiner Ehefrau, die Reznicek nie verleugnet hatte, zum Problem wurde. Das betraf zunächst seinen Sohn Emil-Ludwig, der als Staatsbeamter unmittelbar vom Gesetz zur Wiederherstellung des Berufsbeamtentums vom 7. April 1933 betroffen war. Ein „Nachweis der arischen Abstammung“ gelang erst 1936, als Felicitas von Reznicek gefälschte Dokumente aus der Schweiz besorgt hatte, die der jüdischen Großmutter eine christliche Abstammung bescheinigten. Zu den Unbegreiflichkeiten des Vorganges gehört, dass Emil-Ludwig selbst seit 1930 ein Mitglied der NSDAP, der SA und später der SS geworden war, was, als er dies 1933 vor der Familie offenbarte, beinahe zum Zerwürfnis zwischen Vater und Sohn geführt hätte.
Einen ganz anderen Weg beschritt Felicitas von Reznicek, die 1933 versuchte, in die Schweiz zu emigrieren. Da sie dort keine Arbeitserlaubnis bekam, musste sie notgedrungen nach Berlin zurückkehren, wo sie sich Ende 1933 dem beginnenden Widerstand um Rudolf Pechel anschloss (Im Jahre 1940 wurde sie dann im vollen Bewusstsein des Hochverrates auch Agentin des britischen Geheimdienstes). Am meisten litt unter dieser Entwicklung Rezniceks Frau Berta, die einen Suizidversuch unternahm, dessen Gelingen gerade noch verhindert werden konnte. Danach zog sie sich völlig aus der Öffentlichkeit zurück und verfiel in schwere Depressionen, auf die ihre Tochter ihren frühen Herztod 1939 zurückführt. Reznicek selbst versuchte, seine Familie zu schützen, indem er in den von Richard Strauss initiierten Ständigen Rat für internationale Zusammenarbeit der Komponisten eintrat.
Dass Reznicek im NS-Staat zu einem, wie Fred K. Prieberg in seinem Handbuch feststellt, zunächst wohlangesehenen Komponisten aufstieg, war angesichts von dessen familiärem Umfeld und seiner links-liberalen Positionierung in der Weimarer Republik keineswegs selbstverständlich, zumal der Völkische Beobachter Reznicek anlässlich der Verwendung von Jazz-Musik in der Oper Satuala von 1927 in die Nähe von Ernst Krenek gerückt hatte. Tatsächlich hatte Reznicek auch keinerlei Berührungsängste zum Jazz, zur Neuen Musik und war mit Alban Berg eng befreundet. Zu Hilfe kam ihm dabei ein Zufall: Reznicek, der zeitlebens der Friedensbewegung um Bertha von Suttner nahe stand, hatte 1926 eine Festouvertüre – dem befreiten Köln geschrieben. Darin feierte er den Abzug der alliierten Besatzungstruppen und die Aufnahme Deutschlands in den Völkerbund, wie sie in den Verträgen von Locarno festgelegt worden war und für die die damaligen Außenminister mit dem Friedensnobelpreis geehrt wurden. Die darin enthaltene Anerkennung der neuen deutschen Westgrenzen war namentlich bei der deutschen Rechten sehr umstritten, sodass Reznicek 1927 keinen Dirigenten fand, der eine Uraufführung wagen wollte. Max Donisch, der mit Reznicek befreundet war, wusste um diese Komposition. Und als Donisch, der NSDAP-Mitglied war, 1933 als Leiter der Musikabteilung des Deutschlandsenders (in Nachfolge von Hans Mersmann) eingesetzt wurde, überredete er Reznicek, das Werk im Juni 1933 zu prominenter Sendezeit in der „Stunde der Nation“ uraufführen zu lassen. (Übrigens gekoppelt mit Richard Strauss’ Suite aus Schlagobers.) Dabei erhielt das Werk den neuen Titel Befreites Deutschland. Das war formal nicht ganz falsch, insofern 1926 nur ein Teilabzug alliierter Truppen erfolgt war; erst 1930 waren alle Truppen abgezogen worden. Reznicek wies in der Programmnotiz zu dieser Aufführung auch ganz ausdrücklich darauf hin, dass das Werk 1926 komponiert wurde und sich auf die Locarno-Verträge bezöge; gleichwohl hat das nicht verhindert, dass der Titel als Huldigung an den NS-Staat missverstanden wurde. Als ihm dies bewusst wurde, sah er seinen Fehler ein und zog das Werk aus dem Verkehr. Als der Kölner Rundfunk das Werk im Oktober 1933 ebenfalls aufführen wollte, behauptete er wahrheitswidrig, dass die Partitur verlorengegangen sei; was er 1941 in seinen Memoiren ausdrücklich wiederholte. Dennoch hatte die Sendung ihre Wirkung nicht verfehlt: Als Ende 1933 die Berliner Premiere seiner neuen Fassung der Donna Diana anstand, erschien im Völkischen Beobachter ein biografischer Artikel, der ausdrücklich herausstellte, dass Reznicek schon 1926 eine Ouvertüre Befreites Deutschland geschrieben habe, damit (fälschlich) suggerierend, dass er schon ein Sympathisant der Partei gewesen sei.
Nach dieser Episode hatte Richard Strauss, der mit Reznicek seit 1896 befreundet war, keine Probleme, diesen zum deutschen Delegierten in dem von ihm initiierten Ständigen Rat für internationale Zusammenarbeit der Komponisten zu machen. Entgegen der vor allem von Ernst Krenek 1934 propagierten Ansicht handelte es sich dabei weder um eine NS-Propagandaeinrichtung und Gegenveranstaltung zur IGNM, noch um eine Idee aus dem Propagandaministerium Joseph Goebbels, sondern um das Steckenpferd Richard Strauss’, den Goebbels gewähren ließ, solange er sich damit propagandistisch verwertbaren Nutzen versprach. Tatsächlich ging es Strauss vor allem um die Durchsetzung des Urheberrechtes nach deutschem Vorbild in möglichst vielen Ländern Europas. Der Ständige Rat sollte sich primär mit dieser Frage befassen, als öffentlichkeitswirksame Maßnahme wurde zudem die Veranstaltung von internationalen Musikfesten und Austauschkonzerten (nicht notwendigerweise mit lebenden Komponisten) beschlossen. Als deutschem Delegierten oblag Reznicek vor allem die Programmauswahl der in Deutschland veranstalteten Musikfeste; eine Aufgabe, für die er prädestiniert war, da er sich im Jahrzehnt davor als Mitglied des Programmausschusses des ADMV den Ruf absoluter Objektivität erworben hatte. Strauss selbst hat Reznicek, nachdem er sein anfängliches Interesse rasch verloren hatte, darin de facto freie Hand gelassen. Das galt ein Stück weit auch für das Propagandaministerium: deutsche Komponisten mussten natürlich Mitglieder der Reichsmusikkammer sein, womit automatisch eine Vorauswahl im Sinne der Partei gegeben war; bei ausländischen Komponisten sah man aber ein, dass man nicht allzu restriktiv verfahren konnte, wenn man den propagandistischen Zweck erfüllen wollte, den NS-Staat als Förderer der Künste erscheinen zu lassen. Reznicek nutzte diese Freiräume, um auch solche (sowie jüdische) Komponisten in Deutschland aufzuführen, die ansonsten schwerlich eine Aufführungsmöglichkeit gefunden hätten. Als Beispiel seien Paul Dukas oder Pancho Vladigerov genannt oder Constant Lamberts Jazz-Fantasie The Rio Grande. Seine selbstironische Bemerkung, dass diese Veranstaltungen das „Kultursahnehäubchen“ seien, das das Regime sich aufsetzt, zeigt, dass er sich der Problematik der propagandistischen In-Dienst-Nahme bewusst war.
De facto bedeutete diese Funktion vor allem Gutachtertätigkeit. Die Ausrichtung eines Musikfestes brachte die Notwendigkeit mit sich, jeweils 500–600 eingereichte Kompositionen zu begutachten und dann eine praktikable Auswahl zu treffen. Reznicek kam dieser Aufgabe mit großem Engagement und unentgeltlich nach. Auch unterließ er es, seine eigenen Werke zu propagieren. Das ging zu Lasten seiner eigenen kompositorischen Tätigkeit: nach 1935 hat er kaum mehr komponiert. Allerdings entging er so auch der Notwendigkeit, irgendwelche Huldigungskompositionen für das System schreiben zu müssen. Öffentliche Anerkennung wurde ihm auch weiterhin zuteil, so 1935 mit der Goethe-Medaille für Kunst und Wissenschaft, und mit der Johannes-Brahms-Medaille der Stadt Hamburg. Am 20. April 1936 ernannte ihn Adolf Hitler erneut zum Professor. Allerdings war Reznicek nicht in allen Teilen der NSDAP persona grata. So wurde er 1938 zwar vom Präsidenten der Reichsmusikkammer als Reichskultursenator vorgeschlagen, aber nicht ernannt. Der Reichskultursenat war die Domäne von Alfred Rosenberg, dem auch die Fachzeitschrift Die Musik unterstand, in der Reznicek auf auffällige Weise totgeschwiegen wurde. Sein achtzigster Geburtstag wurde 1940 groß begangen und er erhielt für seine Verdienste durch Hitler einen monatlichen Ehrensold in Höhe von RM 500.- verliehen. Da Reznicek zeitlebens weder renten- noch krankenversichert war, war dies allerdings nur eine kleine Kompensation dafür, dass man ihn 1933 wesentlicher Teile seiner Tantiemen beraubt hatte, insofern seine sehr erfolgreichen Opern Ritter Blaubart (der Librettist Eulenberg hatte Berufsverbot) und Holofernes (auf Grund des jüdischen Sujets) nicht mehr aufgeführt werden durften.
Der Ständige Rat funktionierte relativ problemlos bis zum Jahre 1940. Für den April hatte man ein Musikfest in Wien vorbereitet, das dann allerdings durch die Wiener Staatsoper hintertrieben und wegen angeblicher finanzieller Probleme auf das Jahr 1941 verschoben wurde. Reznicek schrieb daraufhin seine Memoiren, die zur Veröffentlichung bestimmt waren, dann aber durch das Propagandaministerium nicht freigegeben wurden. Obschon Reznicek durchaus vorsichtig formuliert hatte, weckte dieser Text den Argwohn, dass er doch nicht so linientreu sei, wie bislang vermutet. Seine Situation verschlechterte sich, als das Musikfest auch 1941 nicht stattfinden konnte. Der neue Gauleiter von Wien, Baldur von Schirach, hatte die vorgesehenen Mittel kurzerhand umgewidmet, um damit das Orchesterfest zu finanzieren, mit dem die Wiener Philharmoniker 1942 ihr hundertjähriges Jubiläum feiern wollten. Das gehört eigentlich in den Kleinkrieg, den die Gauleiter von Wien und Berlin sich lieferten, betraf indirekt aber auch Reznicek, insofern sich im Propagandaministerium der Eindruck durchsetzte, dass er nicht mehr über die notwendige Tatkraft verfüge, um seine Aufgaben zu erfüllen. Zudem bemerkte man (erst) bei dieser Gelegenheit, dass der Ständige Rat eine freie Organisation und nicht im Sinne der Partei gleichgeschaltet war. Man berief darum für Juni 1942 eine Mitgliederversammlung nach Berlin ein, in der Richard Strauss die ausländischen Delegierten überzeugen sollte, in freier Wahl die längst vorliegende neue Satzung zu verabschieden. Reznicek versuchte zwar, eine Mehrheit gegen diese Veränderung zu organisieren, konnte sich damit aber nicht durchsetzen, da etliche verlässliche Delegierte es nicht gewagt hatten, nach Berlin zu reisen (Der offenste Widerstand kam übrigens von dem Schweden Kurt Atterberg). Reznicek selbst wurde zwar als Delegierter bestätigt, doch wurden ihm mit Werner Egk und Gerhart von Westerman zwei weitere deutsche Delegierte zur Seite gestellt, von denen von Westerman gleich nach der Konferenz die leitende Funktion übernahm. Gleichzeitig erteilte das Propagandaministerium die inoffizielle Anweisung, in Rundfunk und Konzert nurmehr ausnahmsweise Musik von Reznicek zu spielen, was ausweislich der GEMA-Abrechnungen auch befolgt wurde.
Reznicek nahm daraufhin seine Komponistentätigkeit wieder auf. Als im Sommer 1943 die Luftangriffe auf Berlin zunahmen, konnte seine Tochter ihn überzeugen, in Baden bei Wien Schutz zu suchen. Kurz nach seiner Abreise wurden seine gesamten Manuskripte durch das Amt Rosenberg requiriert und in ein Bergwerk bei Kalau in der Lausitz eingelagert. Dort fielen sie bei Kriegsende in die Hände der Roten Armee. Ein Teil der Manuskripte gelangte 1957 in die Österreichische Nationalbibliothek; ein Teil ist bis heute verschollen. An Heiligabend 1943 erlitt Reznicek in Baden einen Hirnschlag, den er zwar überlebte, der ihn aber zunehmend in Demenz verfallen ließ und zum Pflegefall machte. Um ihm eine angemessene Pflege zukommen zu lassen, erwirkte seine Tochter Felicitas im Dezember 1944 bei Goebbels eine letztmalige Dotation in Höhe von 30.000 RM. Im Januar 1945 wurde er von Baden nach Bad Saarow gebracht. Als er dort ankam, hatte die Wehrmacht das Sanatorium in ein Lazarett umgewandelt. Ein von Kurt Atterberg aus Schweden gesandtes Care-Paket ermöglichte es, ihn vorübergehend bei einem Bauern unterzubringen. Mit dem letzten Aktentransport vor der Besetzung Bad Saarows durch die Rote Armee durfte er in seine Berliner Wohnung zurückkehren. Dort ist er am 2. August 1945 an Hungertyphus gestorben.
Reznicek war einer der ersten Berliner Bürger, die nicht mehr in einem Massengrab verscharrt wurden: Curt Riess, den Felicitas aus der gemeinsamen Lehrzeit bei Ullstein kannte, spendierte eine Gallone Benzin aus amerikanischen Armeebeständen und so konnte der Leichnam in das Familiengrab auf dem Wilmersdorfer Waldfriedhof Stahnsdorf überführt werden. Bei Überschreiten der Sektorengrenze riet der sowjetische Offizier den Leichenträgern, sicherheitshalber ihre schwarzen Anzüge abzulegen, sodass die Beisetzung in Unterwäsche stattfand.
Im Jahr 1955 wurde in Wien-Alsergrund (9. Bezirk) die Reznicekgasse nach ihm benannt.

## Werke

### Bühnenwerke
- Die Jungfrau von Orleans. Grosse Oper in drei Akten, 1887 (Libretto: Reznicek nach Friedrich Schiller)[32]
- Andreas Hofer. Singspiel in einem Akt von Albert Lortzing (1887; Bearbeitung durch Emil Nikolaus von Reznicek [inclusive zweier neu komponierter Nummern)]
- Satanella. Oper in drei Akten von E. N. Reznicek. Text nach der Grün’schen Übersetzung des Epos von Vrchlicky von E. N. Reznicek (nur als Klavierauszug erhalten; Digitalisat des Librettos, hrsg. im Selbstverlag, Prag 1888, im Internet Archive)
- Emerich Fortunat. Oper in drei Akten, 1889 (Libretto: Reznicek/Dubski)
- Donna Diana. Oper in drei Akten, 1894 (2. Fassung 1908, 3. Fassung 1933; Libretto: Reznicek nach Agustín Moreto)
- Till Eulenspiegel. Volksoper in zwei Teilen und einem Nachspiel, 1900 (Neufassung 1939; Libretto: Reznicek nach Johann Fischart)
- Die verlorene Braut, Operette (1909; Libretto A. Pordes-Milo, noch unaufgeführt)
- Der Arzt wider Willen, Oper in drei Akten von Charles Gounod (1910; übersetzt und für die deutsche Bühne bearbeitet durch Emil Nikolaus von Reznicek)
- Die Angst vor der Ehe, Operette (1913; Libretto: Louis Taufstein und Erich Urban nach Maurice Hennequin) [nur als Klavierauszug erhalten]
- Traumspiel, Bühnenmusik zu August Strindbergs Drama (1915)
- Ritter Blaubart, Märchenoper in drei Akten (1915–1917, UA: Darmstadt 1920; Libretto: Herbert Eulenberg)
- Nach Damaskus III, Bühnenmusik zu August Strindbergs Drama (1916, noch unaufgeführt)
- Die wunderlichen Geschichten des Kapellmeister Kreisler, (1922; Bühnenmusik zu Carl Meinhards Schauspiel nach E.T.A.Hoffmann) [verschollen]
- Kreislers Eckfenster, (1923; Bühnenmusik zu Carl Meinhards Schauspiel nach E. T. A.Hoffmann) [verschollen]
- Holofernes, Oper in zwei Akten (1923; Libretto: E. N. von Reznicek nach Friedrich Hebbel)
- Die beste Polizei, (1926; Bühnenmusik zu Herbert Eulenbergs Drama)
- Marionetten des Todes, Ballett in vier Bildern (1927; = Choreographie der Tanzsinfonie durch Ellen von Cleve-Petz)
- Satuala, Oper in drei Akten (1928; Libretto: Rolf Lauckner)
- Benzin, Oper in zwei Akten (1929; Libretto vom Komponisten, frei nach Calderón de la Barca)
- Spiel oder Ernst, Komische Oper in einem Akt (1930; Libretto: Poul Knudsen)
- Der Gondoliere des Dogen, Tragische Oper in einem Akt (1931; Libretto: Poul Knudsen)
- Masken der Eifersucht, Oper in zwei Teilen (= Gondoliere des Dogen u. Spiel oder Ernst)
- Das Opfer, Oper in drei Akten und einer Vision (1932, Libretto: Poul Knudsen, noch unaufgeführt)
- Donna Diana, Oper in drei Akten (1933; unter vollständiger textlicher Neufassung durch Julius Kapp nach Agustín Moreto)
- Das goldene Kalb, Ballett in drei Bildern (1935; Libretto: Viggo Cavling, noch unaufgeführt)

### Chorwerke
- Chor für Abschlussfeier an Gymnasium Marburg (1877) (verschollen)
- Requiem (Studienwerk Graz 1878–1881, verschollen)
- Requiem d-Moll für Soli, gemischten Chor, Orgel und Orchester (1894; verschollen)
- Messe F-Dur für Soli, gemischten Chor und Orchester (1898 zum 50sten Thronjubiläum von Kaiser Franz Josef 1; nur Skizze erhalten)
- In Memoriam, für Alt, Bariton, gemischten Chor, Orgel und Streichorchester (1915, 1929, 1936)
- Vater unser, Choralfantasie für gemischten Chor und Orgel (1919)
- Sieben deutsche Volkslieder aus dem 16. und 17. Jahrhundert für gemischten Chor/Klavier (1924)
- Der steinerne Psalm für gemischten Chor, Orgel und Orchester (1929; Text: Karl Bröger)
- Vom ewigen Frieden, Kantate für Soli, gemischten Chor und Orchester, (1930, Text: Reznicek, noch unaufgeführt)
- Wiewohl ein armer Narr ich bin: Deutsches Volkslied aus dem 16. Jahrhundert für vierstimmigen gem. Chor (1930) [1. Version]
- Von rechter Lieb und Stetigkeit. Deutsches Volkslied aus dem 16. Jahrhundert für Stimme/Pf oder Chor/Orgel (1933) [2. u. 3. Version]
- Sieben deutsche Volkslieder aus dem 16. und 17. Jahrhundert für gemischten Chor/Klavier, 2. Folge (1936)

### Orchesterwerke
- Studiensinfonie (Graz 1881, verschollen)
- Studiensinfonie Nr. 1 (Leipzig 1882, verschollen)
- Studiensinfonie Nr. 2 (Leipzig 1882, verschollen)
- Eine Lustspielouvertüre (1881/1896; auch für Klavier 4hg.)
- Sinfonische Suite Nr. 1 e-Moll (Fritsch, Leipzig, 1883) I Ouvertüre (Sehr gehalten - Sehr rasch und mit Feuer) II Adagio (Sehr ruhig, aber nicht schleppend) III Scherzo-Finale (Sehr rasch und erregt)[33]
- Sinfonische Suite Nr. 2 D-Dur (1884/96; auch für Klavier 4hg.)
- Grünne-Marsch für Militärorchester (1890)
- Probszt-Marsch für Militärorchester (1891) [nur als Klavierauszug erhalten]
- Gebet aus der Oper Emerich Fortunat für Militärorchester (1891)
- Der rote Sarafan für Militärorchester (1891)
- Wie Till Eulenspiegel lebte, Sinfonisches Zwischenspiel in Form einer Ouvertüre (1900; = Zwischenaktmusik aus der Oper Till Eulenspiegel)
- Sinfonie [Nr. 1] d-Moll Tragische (1902)
- Goldpirol: Idyllische Ouvertüre (1903); (2. Fassung 1936 als: Frühlingsouvertüre: Im deutschen Wald)
- Sinfonie [Nr. 2] B-Dur Ironische (1904)
- Praeludium und Fuge für großes Orchester cis-Moll (1904; 1. Fassung)
- Nachtstück für Violine oder Violoncello und kleines Orchester (1905)
- Serenade G-Dur für Streichorchester (1905, Neufassung 1920)
- Introduktion und Valse-Capriccio für Violine und Orchester D-Dur (1906; verschollen)
- Praeludium und (chromatische) Fuge für großes Orchester cis-Moll (1907; 2. Fassung; Orgelfassung 1921)
- Schlemihl – Ein Lebensbild, Sinfonische Dichtung (mit Tenorsolo; 1912)
- Praeludium und (Ganzton-)Fuge c-Moll (1913, auch Fassung für Orgel 1920)
- Der Sieger – Ein symphonisch-satyrisches Zeitbild, Sinfonische Dichtung (mit Altsolo und gemischtem Chor; 1913)
- Der Frieden – Eine Vision, Sinfonische Dichtung (mit gemischtem Chor, 1914)
- Marsch für Orchester/Militärorchester/Klavier (1915)
- Konzertstück für Violine und Orchester E-Dur (1918)
- Konzert für Violine und Orchester e-Moll (1918)
- Sinfonie [Nr. 3] D-Dur Im alten Stil (1918)
- Sinfonie [Nr. 4] f-Moll (1919) [daraus Trauermarsch auf den Tod eines Kommödianten auch für Klavier solo]
- Thema und Variationen Tragische Geschichte (mit Baritonsolo; 1921) (auch Variante ohne Baritonsolo)
- Traumspiel-Suite für kleines Orchester (1921; auch für Klavier solo)
- Potpourri aus Die wunderlichen Geschichten des Kapellmeister Kreisler Salonorchester (1922; auch für Klavier solo)
- Valse pathetique für Orchester/Salonorchester/Klavier (1923)
- Valse serieuse (Ernster Walze) (1924; ursprünglich für Tanzsinfonie gedacht)
- Sinfonie [Nr. 5] fis-Moll Tanzsinfonie (1925) [= Ballett Marionetten des Todes]
- Raskolnikoff, Fantasie-Ouvertüre Nr. 1 (1925)
- Raskolnikoff, Fantasie-Ouvertüre Nr. 2 (1925)
- Suite aus Die beste Polizei für Streichorchester (1926)
- Festouvertüre dem befreiten Köln (1926)
- Sinfonische Variationen über Kol Nidrey (1929) [Thema = Vorspiel zur Oper Holofernes]
- Raskolnikoff, Fantasie-Ouvertüre Nr. 3 (1. Fassung 1929; 2. Fassung 1930)
- Karneval-Suite für kleines Orchester (1931/43 = Zwischenaktmusik aus Gondoliere des Dogen)
- Mea culpa für Streichorchester (1932; = Vorspiel zu Das Opfer)

### Kammermusik
- Nachtstück für Violine oder Violoncell und Klavier (1905; auch für kleines Orchester)
- Streichquartett c-Moll (1882; Fritsch, Leipzig, 1883) [Altmann Nummer 1] I Allegro con fuoco II  Andante tranquillo - Allegretto ma non troppo III Presto a la hongroise[34]
- Streichquartett cis-Moll (1906)
- Streichquartett-Fragment cis-Moll (?; nur Satz 1.–3 erhalten)
- Streichquartett cis-Moll (1921) [Altmann Nr. 2]
- Streichquartett d-Moll (1922) [1.+2. Satz Bearbeitung von cis-Moll-Quartett 1905; 3. und 4. Satz neu] [Altmann Nr. 3]
- Allegro alla polacca für Streichquartett (1922; ursprünglicher neuer Schlusssatz für das d-Moll-Quartett)
- Streichquartett e-Moll (1. Fassung vor 1928; 1928 alternativer Schlusssatz; 20. Mai 1930 Revision des neuen Schlusssatzes)
- Streichquartett B-Dur (1932) [2.+3. Satz aus Quartett e-Moll übernommen] [Altmann Nr. 4]
- 2 Sätze für Streichquartett (?; Fragmente)
- Vorspiel zu Holofernes (Kol Nidrey) für Violine und Klavier (1925)
- Für unsere Kleinen – Satz für Klaviertrio (1921)
- Walzer-Lied für Klaviertrio (1924; Ausschnitt aus Valse pathetique; auch für Klavier solo)

### Orgel- und Klavierwerke
- Zwei Fantasiestücke für Klavier (komponiert Marburg 1876–1878; gedruckt 1882/1896) OCLC 165361838
- Hexenszene aus Macbeth (Marburg 1877; verschollen)
- Letzte Gedanken eines Selbstmörders (1878–1881; verschollen)
- Vier Klavierstücke (1880)
- Probszt-Marsch für Militärorchester (1891) [nur als Klavierauszug erhalten]
- Eine Lustspielouvertüre (1881/1896; für Klavier4hg.)
- Sinfonische Suite Nr. 2 D-Dur (1884/96; für Klavier 4hg.)
- Marsch für Klavier (1915; auch Orchester, Militärorchester)
- Trauermarsch auf den Tod eines Kommödianten für Klavier (1919; = Satz aus Sinfonie f-Moll)
- Praeludium und (Ganzton-)Fuge c-Moll (1913, Fassung für Orgel 1920)
- Praeludium und (chromatische) Fuge für großes Orchester cis-Moll (1907, 2. Fassung; Orgelfassung 1921)
- Traumspiel-Suite für Klavier (1921) [auch kleines Orchester]
- Potpourri aus Die wunderlichen Geschichten des Kapellmeister Kreisler für Klavier (1922; auch für Salonorchester)
- Vier Sinfonische Tänze für Klavier (1924) [Nr. 1, 2 und 4 orchestriert in Tanzsinfonie]
- Valse Pathétique für Klavier (1924) [auch Orchester/Salonorchester]
- Walzer-Lied für Klavier (1924; Ausschnitt aus Valse pathetique; auch für Klaviertrio)
- Menuett aus Die beste Polizei für Klavier (1927)
- Fantasie e-Moll für Orgel (1930)
- Liebeserklärung für Klavier (1943)

### Lieder
- Ruhm und Ewigkeit für Tenor oder Mezzosopran und Orchester (1903; Text: Friedrich Nietzsche)
- Drei deutsche Volkslieder aus Des Knaben Wunderhorn für kleines Orchester/Klavier (1905)
- Zwei Balladen aus Friedericianischer Zeit für Bass und Orchester/Klavier (1912, Text: Friedrich de la Motte Fouqué, Georg von Kries)
- Vier Bet- und Bußgesänge für Alt bzw. Bass und Orchester/Klavier (1913, Text: Bibel)
- Drei Stimmungen (1883; Reznicek)
- Trois Mélodies (1897; ?, Goethe)
- Drei Gesänge eines Vagabunden (1904; M. Drescher)
- Drei Gedichte (1904; M. Drescher)
- Drei Gedichte (1904; Henckell)
- Drei Lieder (1905; Bierbaum, Forrer, Henckell)
- Schelmische Abwehr (1905; Henckell)
- Drei Lieder (1918; Owiglas; Mörike; Eichendorff)
- Die Schiffbrüchigen (1921; Drescher)
- Madonna am Rhein. Ein deutsches Wiegenlied (1924; H. H.Cramer)
- Sieben Lieder für mittlere Singstimme und Klavier (1939; Ginzkey, Lilienkron, Höcker)
- Wächterlied (1939; nach einer Volksweise des 16. Jahrhunderts)

### Rezeptionsgeschichte
Reznicek erlebte seinen kompositorischen Durchbruch mit der Uraufführung der Donna Diana im Dezember 1894 in Prag. Das Werk entstand etwa gleichzeitig mit Engelbert Humperdincks Hänsel und Gretel oder Wilhelm Kienzls Evangelimann. Wie auch diese Werke markiert Donna Diana jenen musikgeschichtlichen Moment, in dem die Komponisten aus dem Schatten Richard Wagners treten, indem sie von der puren Wagner-Imitation zu einer produktiven Wagner-Rezeption fortschreiten und damit beginnen, Wege zu beschreiten, die über das Wagner’sche Musikdrama hinausführen. Im Falle der Donna Diana gilt es zu beachten, dass die Rezeption der Ouvertüre und die der folgenden Oper von vornherein getrennte Wege gingen. Während die Ouvertüre zu einem Evergreen wurde, der bis heute in allen Konzertsälen der Welt erklingt, erlebte die Oper etwa fünfzig Inszenierungen im deutschsprachigen Raum. Eine zweite Fassung von 1908 blieb erfolglos und das Werk verschwand für 25 Jahre völlig von den Bühnen. Erst die dritte Fassung von 1933 mit neuem Text und radikal entschlackter Instrumentation wurde wieder ein Erfolg, der bis 1944 weitere fünfzig Inszenierungen erlebte. Wenn also Reznicek in den 1920er Jahren, etwa in Riemanns Musiklexikon neben Richard Strauss und Hans Pfitzner als bedeutendster Vertreter der deutschen Komponistengeneration der 1860er Jahre beschrieben wird, so beruhte diese Einschätzung nicht auf der längst vergessenen Donna Diana, sondern auf den Werken seiner um 1911 einsetzenden zweiten Schaffensperiode, allen voran der Oper Ritter Blaubart, von der er selbst in einem Brief an Ernst Décsey in Anspruch nahm, seinen Stil wesentlich modernisiert zu haben. (Ähnlich wie im Falle Leos Janáčeks stellt Rezniceks Hauptschaffen also ein Alterswerk dar, das nach dem fünfzigsten Geburtstag entstand).
Da die Aufführungsmaterialien der Donna Diana bei Kriegsende alle ausgeliehen waren, gingen diese in der letzten Kriegsphase mit den Opernhäusern in Flammen auf. Einige Versuche, die Oper nach 1950 wieder zu beleben, mussten notgedrungen auf die Erstfassung von 1894 zurückgreifen und konnten umso weniger überzeugen, als Reznicek, wie alle Komponisten, deren Schaffen in das 20. Jahrhundert hineinragte und die an der Tonalität festhielten, in Zeichen der musikalischen Avantgarde als epigonal eingestuft und vergessen wurde. In Deutschland blieb einzig die Ouvertüre der Oper Donna Diana lebendig, da deren Hauptthema als Eingangsmelodie der von 1969 bis 1985 (mit Unterbrechungen) monatlich ausgestrahlten, von Ernst Stankovski, später von Johanna von Koczian und Günther Schramm moderierten musikalischen Quizsendung Erkennen Sie die Melodie? fungierte. Als um etwa 1980 eine Neubesinnung einsetzte und Komponisten wie Franz Schreker oder Alexander Zemlinsky neu entdeckt wurden, hätte man sich eine ähnliche Renaissance auch für Reznicek erwarten können. Dem stand die Veröffentlichung von Fred K. Priebergs Handbuch Deutscher Musiker 1933–1945 entgegen, der darin den Vorwurf erhob, dass Reznicek ein Nazisympathisant gewesen sei, eine Anschuldigung, die erst in neuerer Zeit durch die Arbeiten von Michael Wittmann widerlegt werden konnte. Dies führte zu einem allmählichen Umdenken auch im Musikbetrieb.
Erstmals seit den 1960er Jahren war Donna Diana unter der Intendanz von Kirsten Harms 2003 an der Oper Kiel in der Inszenierung von Alexander von Pfeil wieder zu sehen. Von dieser Aufführung unter der musikalischen Leitung des Dirigenten Ulrich Windfuhr veröffentlichte cpo im Rahmen seiner Reznicek-Edition einen Mitschnitt auf CD. Seither folgten die szenische Wiedergabe des Ritter Blaubart in Augsburg, des Holofernes in Bonn und die postume Uraufführung von Benzin in Chemnitz und eine konzertante Wiedergabe der Donna Diana am Ort ihrer Uraufführung, dem ehemaligen „Deutschen Theater“ in Prag im März 2018. Im April 2018 erfolgte die moderne Erstaufführung seines Kriegsrequiems In memoriam in Neubrandenburg. Das Label CPO hat auf mittlerweile sechs CDs die wichtigsten Orchesterwerke Rezniceks zugänglich gemacht; eine Teileinspielung seiner Streichquartette durch das Minguet-Quartett befindet sich in Vorbereitung. Soweit urheberrechtlich möglich, wurden alle gedruckten Werke Rezniceks bei IMSLP eingestellt. Die recht zahlreichen unveröffentlichten Kompositionen Rezniceks werden seit 2012 von der Editio Reznicek (Wedemark) herausgegeben. Dort auch wurde das Reznicek-Archiv errichtet, das sich zum Ziel gesetzt hat, alle erreichbaren Reznicek-Dokumente zu sammeln und das interessierten Musikwissenschaftlern und Musikern beratend zur Seite steht.